# Verkiezingen in Suriname
Verkiezingen worden in Suriname om de vijf jaar gehouden. Tijdens de verkiezingen worden de leden van De Nationale Assemblée gekozen; voor de Sergeantencoup (1980-87) was dit het Parlement van de Republiek Suriname (1975-80) en daarvoor de Staten van Suriname. Tegelijkertijd worden de leden van de ressortraden gekozen.
De bovenstaande twee verkiezingen hebben daarnaast indirecte invloed. De leden van de districtsraden worden indirect gekozen op basis van de uitslag van de verkiezingen van de ressortraden. De leden van de Assemblée kiezen de president en vicepresident van Suriname. Dat laatste dient met een twee derde meerderheid te gebeuren. Wordt die niet behaald, dan worden de president en vicepresident gekozen door Verenigde Volksvergadering. Die bestaat uit de leden van De Nationale Assemblée, districtsraden en ressortraden. Bij de laatste stemming geldt een gewone meerderheid van vijftig procent plus één.
Bij de verdeling van zetels wordt voor de 62 ressortraden het personenmeerderheidsstelsel gehanteerd.

## De Nationale Assemblée

### Tot en met 2020
Voor de zetelverdeling in De Nationale Assemblée gold tot en met 2020 het stelsel van evenredige vertegenwoordiging per district. Voor sommige districten zijn meer stemmen nodig per zetel dan in andere. In 2015 waren dat in Wanica bijna 8.500, in Paramaribo 6.500 stemmen, in Nickerie 4.000 en in Coronie 400. Zo haalde de NPS in 2020 3 zetels met 32.394 stemmen en de combinatie ABOP/PL 9 zetels met 24.900 stemmen.

### Vanaf 2025
De kieswet is aangepast, waardoor verkiezingen vanaf 2025 plaatsvinden binnen een nationaal kiesdistrict, oftewel een systeem waarbij elke stem in het gehele land evenveel telt. Hierdoor behoort het voortrekken van dunbevolkte gebieden tot het verleden.

### Kandidaten per lijst
Een lager geplaatst persoon op de lijst had tot en met de verkiezingen van 2015 voldoende voorkeurstemmen nodig. Sinds 2020 geldt dat de personen met de meeste stemmen op de lijst worden verkozen in De Nationale Assemblée.